# رامحة ملتفة
رامحة ملتفة (الاسم العلمي:Dovyalis revoluta) هي نوع غير مؤكد من النباتات تتبع جنس الرامحة من الفصيلة الصفصافية.